# 140. pr. n. št.
140. pr. n. št. je šesto desetletje v 2. stoletju pr. n. št. med letoma 149 pr. n. št. in 140 pr. n. št.. 

## Dogodki
- 149 pr. n. št. - začetek tretje punske vojne.
- 146 pr. n. št. - tretja punska vojna se konča. Rimljani osvojijo Kartagino.
- 146 pr. n. št. - Rimljani osvojijo Korint.
- 140 pr. n. št. - Wu of Han postane kitajski cesar.
- 140 pr. n. št. - Simon Makabej okronan za kralja Judeje.